# Алфа Ромео Алфетта
Алфа Ромео Алфетта е среден спортен седан, произвеждан от 70-те и 80-те години години на XX век. Алфетта е един от седаните, които носят най-голяма слава на марката в Европа. Идеята за автомобила произхожда от спортния болид на марката Алфа Ромео 159. Това е един от първите спортни седани. Автомобилът притежава всички качества за типичен автомобил Алфа Ромео.

## История
Автомобилът е наследник на Алфа Ромео 1750. Проектиран е като седан от ново поколение, като спортен седан. Дизайнът е дело на Централния дизайнерски щаб на Алфа Ромео.

### Алфа Ромео 1,6
Първата серия на Алфетта е именно 1,6. Автомобилът за разлика от Алфа Ромео 1750 е с единични фарове. Зад задните врати има типични окрашения за модела Алфетта. Тази следа остава върху модела за следващите серии. През 1975 тази серия претърпява фейслифт.

### Алфа Ромео 1,8
Алфетта след фейслифта претърпява и промяна, като пресните фарове са двойни. Произвеждан е от 1972 до 1984 г., някои модификации са произвеждани до 1989 г.

### Алфа Ромео Алфета GTV
Спортен модел на Алфа Ромео с турбо двигател, има и вариант с обикновен двигател. Произвеждан е от 1978 до 1987 г. Предните фарове са двойни. Този модел печели първо място на рали съствезанието в 1979 г. с наградата Гран При в Националната автомобилна обиколка на Италия.